# 长趾凹腹鳕
长趾凹腹鳕（学名：Ventrifossa macronema）为长尾鳕科凹腹鳕属的鱼类。分布于南中国海东部、吕宋岛八达雁西侧外海及菲律宾卡加延岛苏禄海和保海峡等深海区等，常生活于水深621.86米以及底为珊瑚沙海区。该物种的模式产地在Cagayan岛附近。